# Hydroxyethylmethylcellulose
Hydroxyethylmethylcellulose (HEMC) ist eine synthetisch modifizierte Cellulose, in der ein Teil der Hydroxygruppen der Cellulose als Ether mit Methyl- und mit Hydroxyethyl-Gruppen verknüpft ist.

## Eigenschaften
HEMC kommt in verschiedenen Polymerisationsgraden und unterschiedlichen Substitutionsgraden auf den Markt. Die Größe des Makromoleküls wird dabei üblicherweise durch dessen Viskosität in 2%iger wässriger Lösung charakterisiert, z. B. 300 (für ca. 300 mPas), 1000 (für ca. 1.000 mPas) oder 40000 (für ca. 40.000 mPas). Sie ist sowohl in Wasser als auch in organischen Lösemitteln löslich. In wässrigen Lösungen wird die Viskosität stark erhöht. Im Gegensatz zu anderen Celluloseethern, wie Hydroxypropylcellulose, bei welcher beim Erwärmen über die Kritische Lösungstemperatur die Löslichkeit stark abnimmt und es zu Ausflockungen kommen kann, liegt die Kritische Lösungstemperatur bei HEMC mit bis zu 110 °C deutlich höher.

## Verwendung
Hydroxyethylmethylcellulose wird in der Bauchemie zur Wasserrückhaltung in zementösen Wandputzen und in Fliesenklebern und Mörteln verwendet. In der Pharmazie wird es als Bindemittel und Überzug für Tabletten sowie als Verdicker in Suspensionen und Gelen eingesetzt.

## Herstellung
Cellulose wird mit Natronlauge bei 35 °C in Methylchlorid gequollen und danach bei 40–55 °C mit Ethylenoxid unter Druck umgesetzt. Nach Ende der Reaktion wird das Reaktionsgemisch mit einer organischen Säure, wie Ameisensäure, Essigsäure oder Propionsäure neutralisiert. Zur Isolierung werden zuerst alle flüchtigen Stoffe (unter reduziertem Druck) abdestilliert, mit Lösemittel/Wasser-Gemischen gereinigt und dann der Feststoff getrocknet und zum Pulver vermahlen.

## Handelsnamen
Tylose MH, Walocel MW, Culminal MHEC.